# Patiënt Data Management Systeem
Een Patiënt Data Management Systeem (PDMS) is software die vaak geïntegreerd is met een elektronisch patiëntendossier (EPD).
Het PDMS is in feite primair een grafische weergave in tijdlijnformaat met daarin de diverse patiëntparameters. Denk hierbij aan hartfrequentie, vochtbalans, gewicht, CO2, saturatie etc., maar ook het weergeven van incidenten in de tijdlijn zoals een reanimatie of toediening van medicatie behoren tot de functionaliteiten. Ook is er vaak apparatuur die naast de patiënt staat gekoppeld aan de software waardoor onder andere de data van de infuuspompen geautomatiseerd in het PDMS binnenkomt. Op deze manier hebben artsen en verpleegkundigen goed inzicht in de gezondheid van een patiënt maar ook bijv. kan er door de grafische weergave beter worden gemonitord wat een ingreep, medicament of aanpassing doet met bepaalde vitale parameters van de patiënt.